# Siboniso Malambe
Siboniso Rocco Malambe (ur. 29 maja 1985) – suazyjski piłkarz grający na pozycji obrońcy. Jest wychowankiem klubu Royal Leopards FC.

## Kariera klubowa
Swoją karierę piłkarską Malambe rozpoczął w klubie Royal Leopards FC. W sezonie 2010/2011 zadebiutował w jego barwach w pierwszej lidze suazyjskiej. Wraz z nim pięciokrotnie wywalczył mistrzostwo kraju w sezonach 2013/2014, 2014/2015, 2015/2016, 2020/2021 i 2021/2022 oraz dwa wicemistrzostwa w sezonach 2011/2012 i 2018/2019. Zdobył też dwa Puchary Eswatini w latach 2011 i 2014.

## Kariera reprezentacyjna
W reprezentacji Eswatini Malambe zadebiutował 25 maja 2011 w zremisowanym 0:0 towarzyskim meczu z Botswaną. Od 2011 do 2017 wystąpił w kadrze narodowej 20 razy.